# Álvaro Nadal
Pour les articles homonymes, voir Nadal.
Álvaro María Nadal Belda (/ˈalβaɾo maˈɾia naˈðal ˈβɛl̪da/), né le 30 janvier 1970 à Madrid, est un haut fonctionnaire et homme politique espagnol membre du Parti populaire (PP).
En 2004, il devient secrétaire à la Politique économique du PP. Il est élu au Congrès des députés en 2008. Après les élections de 2011, il est désigné conseiller économique de Mariano Rajoy. Il est réélu député en 2015 et nommé ministre de l'Énergie, du Tourisme et du Numérique le 4 novembre 2016. Contraint de quitter l'exécutif un an et demi plus tard, il annonce en janvier 2019 son retrait de la vie politique.

## Jeunesse
Álvaro Nadal est titulaire de deux licences obtenues à l'université pontificale de Comillas, une en droit l'autre en sciences économiques et commerciales. Il passe ensuite avec succès le concours du corps supérieur des techniciens commerciaux et économistes de l'État.

## Débuts professionnels
En 1997, alors qu'il est conseiller du ministre de l'Industrie Josep Piqué, Álvaro Nadal s'inscrit à l'université Harvard où il suit des cours d'économie jusqu'en 1998. Cette même année, il rejoint le ministère de l'Économie et des Finances. D'abord affecté auprès de Cristóbal Montoro, il travaille ensuite avec Rodrigo Rato. Il est nommé conseiller économique et commercial de l'ambassade espagnole en Israël en 2001.
Il intègre en 2003 le secrétariat d'État aux Budgets et aux Dépenses du ministère des Finances. En 2004 il prend pour quelques mois le poste de sous-directeur général de la Programmation et de l'évaluation des fonds communautaires.

## Ascension politique
Au congrès du PP de 2004, Álvaro Nadal est nommé secrétaire exécutif à la Politique économique et à l'Emploi par le nouveau président du parti Mariano Rajoy. 
Dans la perspective des élections législatives du 9 mars 2008, il se présente en deuxième position dans la circonscription d'Albacete. Au Congrès des députés, il siège à la députation permanente, à la commission de l'Industrie, du Tourisme et du Commerce et occupe un poste de porte-parole adjoint de son groupe à la commission de l'Économie et des Finances.
Sous l'égide de la porte-parole parlementaire Soraya Sáenz de Santamaría, il participe à un petit groupe qui conseille étroitement Rajoy pour ses principales interventions, travaille avec Montoro et Fátima Báñez sur les propositions du PP en matière économique tout au long de la législature.

## Proche conseiller de Rajoy
Aux élections législatives anticipées du 20 novembre 2011, Álvaro Nadal est confirmé en deuxième place sur la liste d'Albacete. Le 24 décembre suivant le nouveau président du gouvernement Mariano Rajoy le nomme directeur du bureau économique du président du gouvernement. Il démissionne en conséquence du Congrès dès le 4 janvier 2012.
Pour les élections législatives du 20 décembre 2015, il figure en cinquième position sur la liste du Parti populaire dans la circonscription de Madrid menée par Rajoy. La liste ayant remporté 13 sièges, il est élu député pour un nouveau mandat. Le Congrès de la XIe législature ayant échoué à investir un président du gouvernement, les Cortes Generales sont dissoutes et des élections anticipées sont convoquées le 26 juin 2016. Pour ce nouveau scrutin, il conserve sa place sur la liste ainsi que son mandat.

## Ministre de l'Énergie
Le 4 novembre 2016, Álvaro Nadal est nommé à 46 ans ministre de l'Énergie, du Tourisme et du Numérique dans le second gouvernement de Rajoy. Il est alors vu comme le « Raspoutine » économique du président du gouvernement et reprend une partie des compétences exercées jusqu'à présent par son frère jumeau Alberto, secrétaire d'État à l'Énergie au ministère de l'Industrie.
Il annonce le 1er août 2017 la fermeture définitive de la centrale nucléaire de Santa Maria de Garoña, dans la province de Burgos, plus ancienne installation du parc nucléaire espagnol et qui se trouve à l'arrêt depuis décembre 2012. Sollicité par le gouvernement, le Conseil de sécurité nucléaire (CSN) avait émis un avis favorable à sa relance, sous condition d'importants travaux de mise aux normes.

## Retour au Congrès puis retrait
Redevenu simple député, il s'implique activement dans la campagne de Soraya Sáenz de Santamaría à l'occasion du XIXe congrès du Parti populaire de juillet 2018 visant à élire le nouveau président du parti. Il indique alors qu'il s'agit de la personne la « mieux préparée » et devient son conseiller économique,. Lorsque Pablo Casado gagne au terme du second tour de scrutin, celui-ci nomme le frère d'Álvaro, Alberto Nadal, nouveau secrétaire à l'Économie et à l'Emploi du parti en remplacement de son jumeau,. En septembre suivant, en qualité d'ancien ministre, il est élu président de la commission du Statut des députés en remplacement de son collègue Leopoldo Barreda.
Le 29 janvier 2019, les deux frères jumeaux font part de leur décision d'abandonner la politique active tout en restant militants du PP. Álvaro et Alberto demandent alors leur réintégration dans la fonction publique au poste de technicien commercial et économiste de l'État ; le premier au Royaume-Uni et le second aux États-Unis,.

## Vie privée
Il est marié et père de deux enfants.